# Seznam součástí jízdního kola

Součásti jízdního kola

Hlavní součásti jízdního kola tvoří rám, přední vidlice a kola, celé kolo je tvořeno dalšími pohyblivými a pevnými součástmi neboli komponenty. Součásti kola, které nejsou nezbytné pro jeho funkčnost (např. blatníky a osvětlení) se obvykle nazývají cyklistické doplňky.

## Součásti jízdního kola
Z těchto věcí se skládá samotné kolo.

### Pevné součásti a vidlice

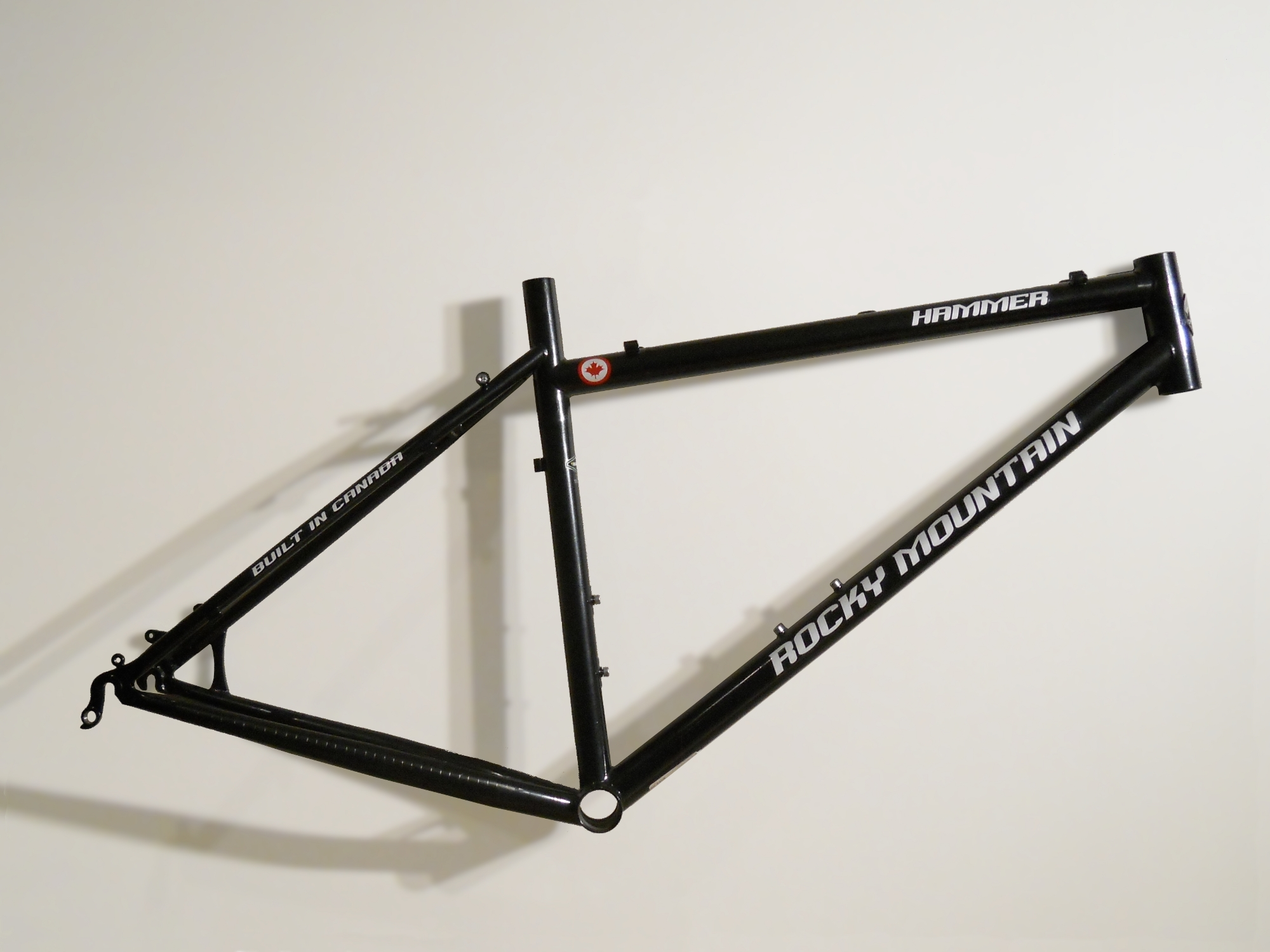
Rám kola

- Rám – hlavní nosná konstrukce kola, ke které jsou připevněny ostatní součásti. Nejběžnější rám má tvar nepravidelného pětiúhelníku. Hlavní nosnou část tvoří horní a dolní rámová trubka, hlavová trubka vidlice a sedlová trubka. Na tento nepravidelný čtyřúhelník vzadu přiléhá trojúhelník zadní stavby tvořený sedlovou trubkou, vodorovnou zadní vidlicí a vzpěrami rámu. Poněkud jinou stavbu mají kola se zadní odpruženou vidlicí a existuje i celá řada dalších, méně obvyklých konstrukcí rámu.
- Zadní vidlice je součást rámu a slouží k uchycení zadního kola společně se zadním měničem. Zadní vidlice může být pevná nebo odpružená (celoodpružené kolo).
- Přední vidlice slouží k uchycení předního kola a k připevnění přední brzdy a u horských kol je zpravidla odpružená. Nohy vidlice mají formu pístů s různými tlumiči rázů.
- Hlavové složení je soustava ložisek a misek, která umožňuje otáčení sloupku přední vidlice v hlavové trubce rámu. Otáčení řídítek přenášené vidlicí na přední kolo umožňuje zatáčení.
- Představec pevně spojuje sloupek přední vidlice s řídítky, jeho délka ovlivňuje posed cyklisty a charakter zatáčení řídítky. Některé typy představce jsou nastavitelné, případně odpružené.
- Řídítka jsou spojena s představcem a jsou určena k ovládání kola a současně k připevnění brzdových pák, pák řazení, rukojetí (gripů) a dalších doplňků, jako je cyklocomputer, přední světlo, zvonek, mapník apod. Řídítka mohou být různých tvarů, např. rovná, lomená – vlaštovky, silniční, zahnutá dolů – berany, speciální pro časovku, zahnutá nahoru – kozy.
- Rukojeti (dnes často převzetím z angličtiny „gripy“) – jsou nejčastěji gumové návleky na oba konce řídítek. Mají zajistit, aby řídítka v ruce neklouzala a dobře se držela.
- Rohy (anglicky „bull horn“ = „býčí rohy“, jelikož trčí obvykle směrem šikmo dopředu-nahoru jako u býka) – jsou kovové nástavce přidělané na obou koncích řídítek umožňující jejich lepší uchopení. Slouží k tomu, aby cyklista mohl při jízdě měnit úchop. Rohy na horské kolo mají délku přibližně od 5 cm do 15 cm, mohou být dlouhé či i velmi krátké a obvykle jsou natočeny pod zvoleným úhlem směrem nahoru, případně trochu zahnuté.
- Sedlo – součást, na které se sedí. Je upevněno na sedlovku, díky níž se může měnit poloha sedla. Pod sedlo se může připínat malá podsedlová brašna.
- Sedlovka – tyč spojující rám a sedlo. Výšku posedu dle postavy cyklisty lze nastavit mírou zasunutí sedlovky do sedlové trubky rámu. Sedlovka se upevňuje objímkou na rámu se šroubem, dnes hlavně rychloupínákem, šroubem, který se dotahuje pootočením páky bez potřeby použít nářadí. V horní části je sedlovka vybavena upínacím mechanizmem sedla, který umožňuje jeho vodorovné naklopení a posun. Sedlovka také slouží k upnutí nástavce pro zadní světlo, podsedlové brašny, zadní odrazky nebo blatníků (u horských kol).
- Pegy – nástavce na prodloužení osy předního či zadního kola. Používá se především u kol přizpůsobených k provádění triků, tzn. hlavně kola BMX.

### Pohonný systém
- Pedály – Lidově zvané „šlapky“ umožňují přenesení lidské síly na převodní systém kola. Na pedálech musíte mít po obou stranách oranžové odrazky (mohou být i na obuvi).
- Kliky – kovová součást spojující pedál se středem.
- Středová osa a střed kola Střed kola je tvořen dvěma ložisky nasazenými na středovou osu, která díky nim dokáže rotovat. Na obou koncích středové osy jsou umístěné kliky. Střed může být i zapouzdřený, všechny díly středu jsou tak zalisované do plastového nebo kovového pouzdra, který se bez dalších úprav připevní do rámu kola za pomoci závitu. U zapouzdřeného středu je vůle a odpor otáčení přesně a předem nastaven, další výhoda je odolnost proti prachu a vodě. Oproti tomu středy, které takovou výhodu nemají, musí být často čištěny a seřizovány.
- Převodníky neboli tácy, jedno až tři ozubená kola, přenášející pohyb šlapání na řetěz
- Řetěz – přes něj se přenáší síla ze šlapání do zadního kola. Spojuje kazetu na středové ose a kazetu na ose zadního kola. Řetěz je třeba často olejovat.

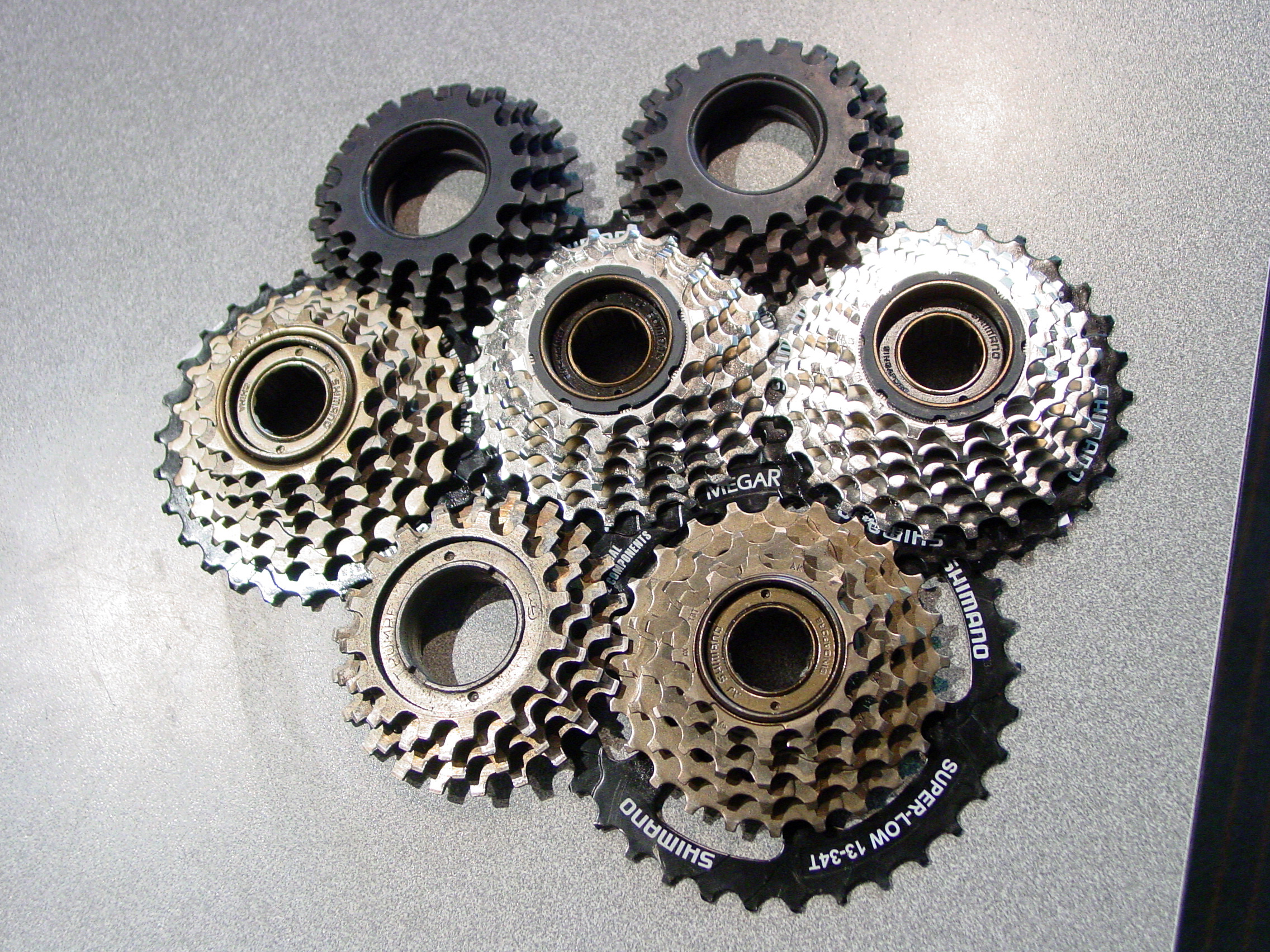
Kazety

- Pastorky neboli tří- až jedenáctikolečka (označuje počet ozubených kol) na zadním kole přidávají, v kombinaci s převodníky, další převodové poměry, které může jezdec využít k optimálnímu poměru mezi šlapáním do pedálů a rychlostí otáčení poháněného kola. Obvykle se používají pastorky ve formě kazety, kde jsou ozubená kolečka pevně spojena, nasouvají se na zadní drážkovaný náboj kola a pojišťují speciální maticí. Nejběžnější jsou devíti nebo desetikolečka. Vyskytují se také ozubená kolečka samostatná a šroubovaná na zadní náboj kola v pravotočivém směru, samotnou jízdou jsou pak stále dotahována. K uvolnění a případnému čištění ci výměně je nutné použít speciální servisní nářadí.

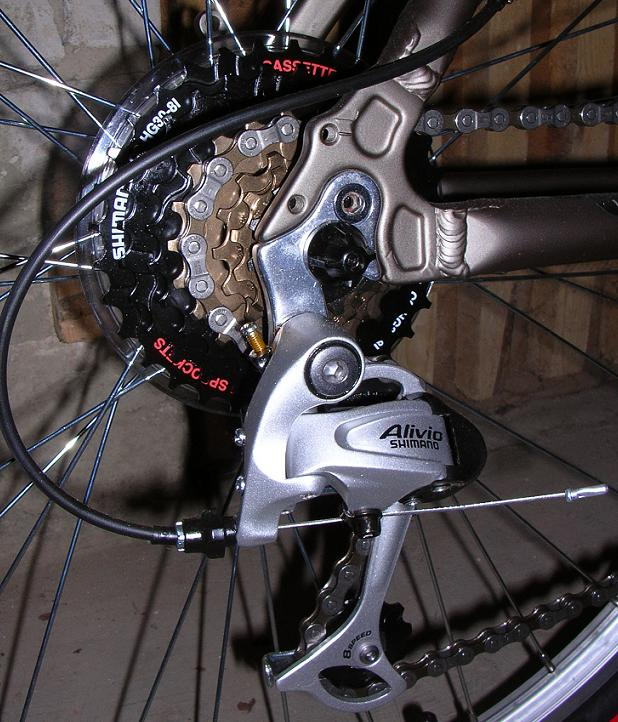
Přehazovačka na zadním kole

- Zadní měnič neboli přehazovačka slouží k „přehození“ řetězu na jiné ozubené kolo na kazetě na náboji zadního kola.
- Přední měnič neboli přesmykač je určen k „přesmýknutí“ řetězu na další ozubené kolo předního převodníku: trojpřevodníku, popř. dvojpřevodníku.
- Řazení (páčky, otočné rukojeti) na řídítkách, případně na rámu kola, ovládá změnu poměru otáčení ve vztahu předního ozubeného kola na hřídeli šlapek (trojpřevodník) a zadního ozubeného kola (kazeta) za pomoci přesmykače a přehazovačky.

### Kola a brzdy

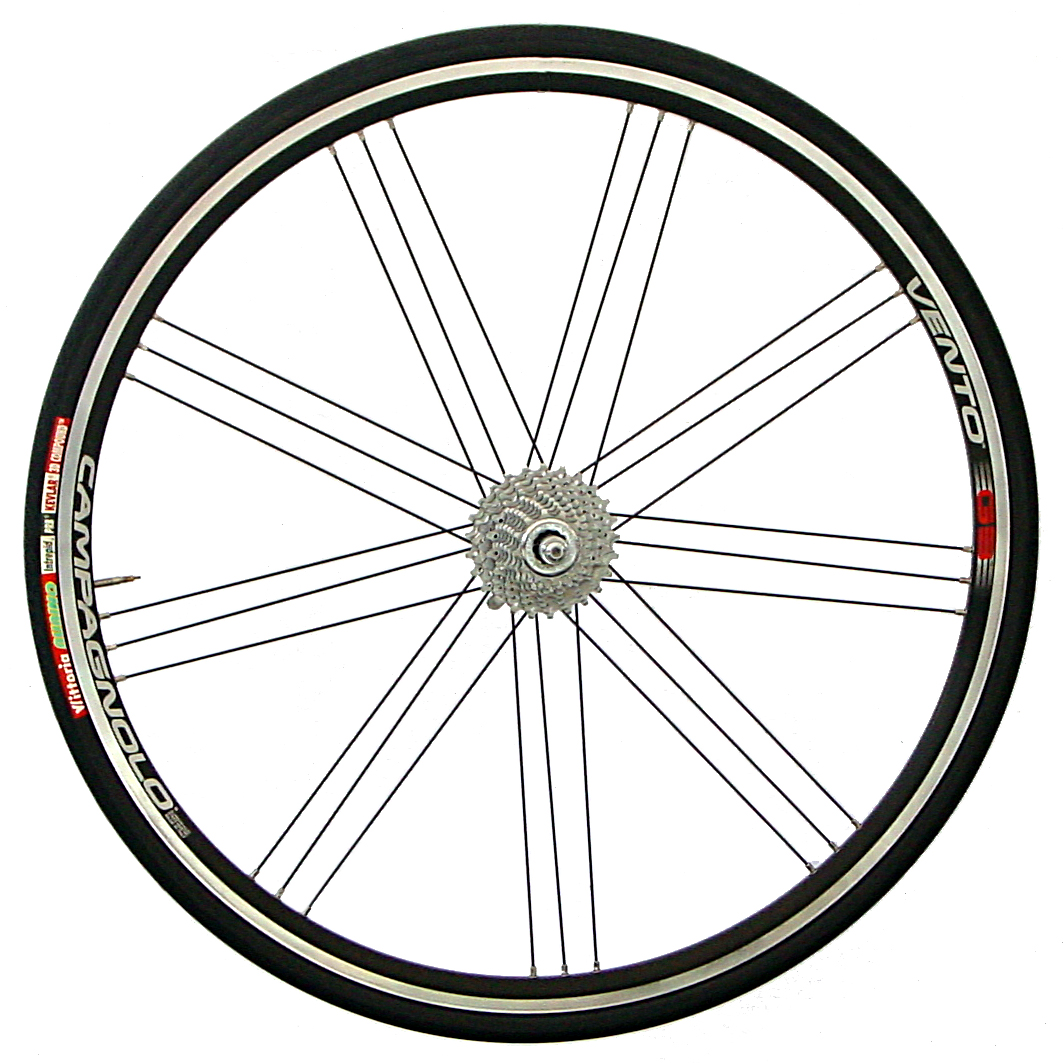
Zadní kolo

Přední a zadní kolo se skládá z náboje, výpletu, ráfku, duše a pláště. Otáčí se na kuličkových ložiskách kolem osy, která je upevněna k vidlici.
- Náboje jsou středy kol, předního i zadního. Náboj je složen, podobně jako je tomu u středu kola, z ložisek, misek a z matek nasazených na středovou osu, která je určena k uchycení kola do vidlice.
- Výplet kola – výplet kola je tvořen jednotlivými kovovými paprsky, které spojují ráfek se středem kola a mají zabránit ohnutí ráfku (vzniku „osmy“). Ve výpletu předního nebo zadního kola (anebo obou kol) jsou povinné oranžové odrazky, které však mohou být nahrazeny odrazovými materiály na bočních částech oděvu, bočních částech pláště nebo na bocích kola.
- Ráfek – kovová obruč s profilem písmene U v řezu, vytvářející místo pro duši a plášť. U kol, která jsou určena pro profesionální výkon, tedy u kol s předpokladem k většímu zatížení, jsou ráfky zdvojené. Poskytují tak vyšší odolnost a bezpečnost. V dnešní době se ráfky u běžných kol vyrábějí z duralu, u speciálních kol může být jak materiál použito speciálních slitin nebo kompozitů.
- Pláště – nazývají se tak gumy na přední a zadní kolo, mají za úkol chránit duši a optimalizovat jízdní vlastnosti kola v terénu nebo na silnici. Pláště na horská kola jsou široké s propracovaným vzorkem, který umožňuje jízdu v náročném terénu, naopak silniční kola mají vzorek jen mělký, jsou úzká a hladká.
- Duše – duše je guma s ventilem vyplněná vzduchem. Nachází se mezi ráfkem a pláštěm. Přifukuje se pomocí ventilu pumpičkou. Tlak v pneumatice ovlivňuje valivý odpor kola (příliš měkké kolo má odpor větší), míru odpružení a také rychlost opotřebení pláště.

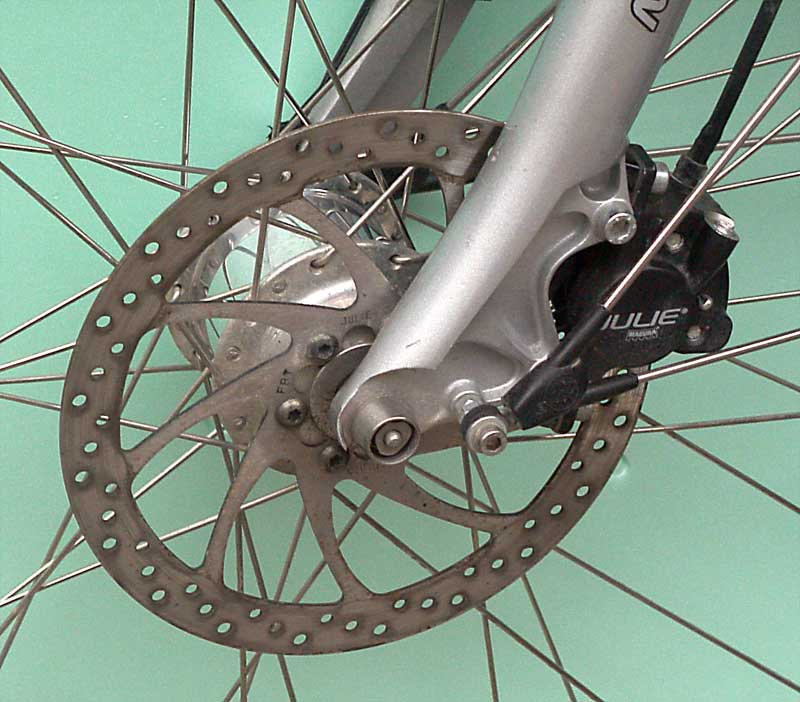
Kotoučová brzda na předním kole

- Brzdy – u kol se používá buď špalková, kotoučová brzda nebo „volnoběžka“ – zadní volnoběžný náboj s protišlapací brzdou, tzv. torpédem. Dvě na sobě nezávislé účinné brzdy s odstupňovatelným ovládáním brzdného účinku jsou povinnou součástí kola.
- Blatníky – plastové nebo kovové chrániče na přední a zadní kolo; mají chránit cyklistu před blátem a vodou stříkající z otáčejícího se kola. U horských kol se blatníky příliš nepoužívají (existují ale speciální), aby o ně nedřelo bláto přilepené na kole. Přední blatník drží na vidlici, u horských kol se také dává na rám. Zadní je přišroubovaný na rámu poblíž středu a na zadní vidlici pod sedlem, u horských kol se dává na sedlovku (blatník je cca 20 cm nad kolem). Blatníky byly poprvé použity koncem 19. století pod názvem „ochranné pásy proti blátu“.

## Doplňky ke kolu

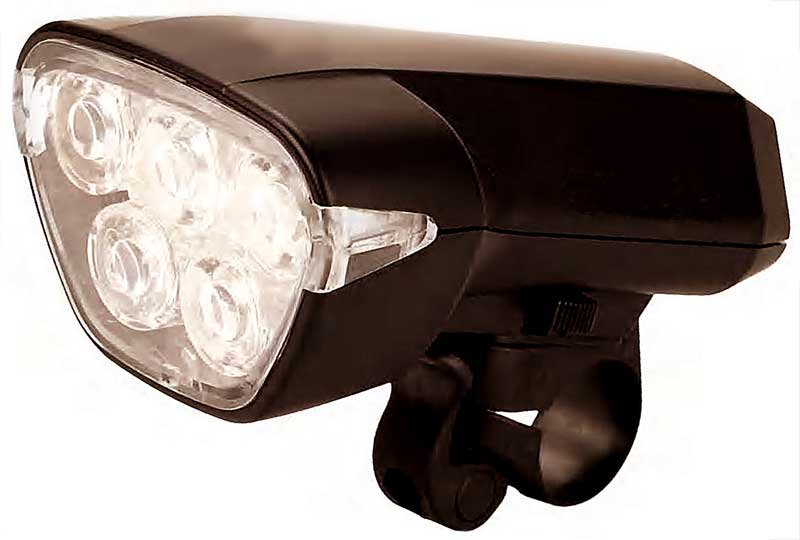
Pěti diodové přední světlo na kolo

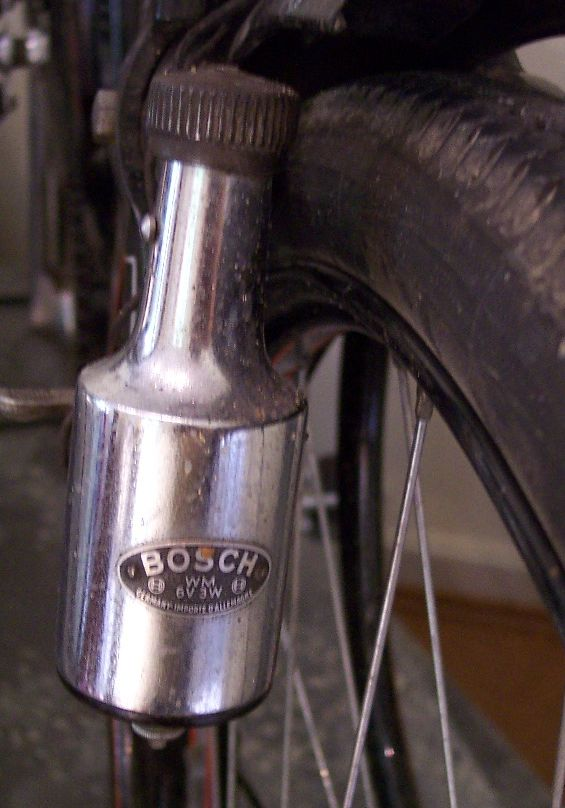
Dynamo na jízdní kolo

Následující věci nejsou přímou součástí kola, ale používají se pří jízdě na kole.
- Zadní světlo – ke kolu se dává pomocí držáku, který je přišroubovaný k sedlovce. Samotné světlo se dá jednoduše sundat, aby se zamezilo krádeži. Je červené a dnes většinou diodové. Lepší modely mají více modů svícení: nepřetržité svícení, blikání diod najednou, střídavé blikání diod atd. Při snížené viditelnosti je toto světlo povinné.
- Přední světlo – jako zadní světlo má také držák přidělaný k řídítkům a dá se sundat. Je ale bílé a vyrábí se jak klasické žárovkové, které má velkou spotřebu energie, tak i diodové, které je ale dražší. U některých modelů je několik módů svícení. Svítilna na kolo se poprvé objevila roku 1895. Při snížené viditelnosti je toto světlo povinné.
- Dynamo – dodává energii do světel, u diodových světel je už zbytečné (baterie vydrží dlouhou dobu). Ve skutečnosti to však není dynamo, ale alternátor.
- Zadní odrazka – červená, je přidělaná buď k sedlovce nebo k zadnímu blatníku. Povinná součást kola.
- Přední odrazka- bílá, drží na stejném šroubu jako přední blatník nebo na řídítkách. Povinná součást kola.
- Přilba – neboli helma chrání hlavu před zraněním způsobeným pádem z kola. Povinná výbava ke kolu pro mladší 18 let, ale je doporučeno ji nosit všem, protože zranění hlavy jsou vážná.
- Cyklistické oblečení – specializované oblečení k jízdě na kole. Přiléhá těsně k tělu, aby se snížilo tření.
  - cyklistický dres
  - cyklistické kalhoty
  - cyklistické rukavice
  - cyklistická obuv
  - návleky
- Cyklistické tretry – speciální sportovní boty, které mají zajistit maximální přenos síly při jízdě.
- Cyklistický batoh – malý, lehký. Vozí se v něm vak na pití (obvykle o objemu 2 l), který má trubici, jež si může cyklista za jízdy strčit do úst a takto pít.
- Brašny
  - brašna na nosič – dává se na nosič a to jak přímo na něj, tak i po stranách nosiče. Mají velký objem a používají se hlavně při jízdě na několik dní.
  - taštička na rám – menší objem (do 2 l), na rámu drží na suchých zipech
  - taštička pod sedlo – menší objem (do 2 l), různé způsoby uchycení k sedlu a sedlovce.
  - taštička na řídítka – větší objem než brašny pod sedlo a na rám, ale příliš se nepoužívá.
  - ledvinka – vyrábí se i speciální ledvinky na kolo, jež někdy mají kapsu pro cyklistickou lahev.
- Nosič – kovová konstrukce na zadní vidlici (některé mají úchyt na sedlovce), na kterou se dávají brašny, případně jiné věci. Jejich nosnost přesahuje 20 kg (u nosičů držících jenom na sedlovce je přes 10 kg). Mnoho z nich má elastické popruhy nebo se tyto popruhy mohou k nosiči dokoupit.
- Tachometr – jinak také cyklopočítač nebo cyklocomputer, používá se k měření rychlosti jízdy na kole. Běžně disponuje funkcemi jako momentální, maximální a průměrná rychlost, 2 ujeté vzdálenosti (denní a celková), čas jízdy a samozřejmě hodiny. Dražší modely mají výškoměr a grafický displej, na němž zobrazují profil trasy, mohou podávat informace o spálených kaloriích atd.
- Cyklistická lahev – plastová lahev. Objem je obvykle přes 0,5 l u menších a 1 l u větších. Na kolo se dává na speciální držák (jinak také košík na lahev), který je na rámu.
- Stojánek – slouží k udržení kola ve vodorovné poloze (po sesednutí cyklisty). Přidělává se buď k rámu kola poblíž středu, nebo na zadní vidlici. Je ovšem těžký, a tak ho mnohá kola nemají.

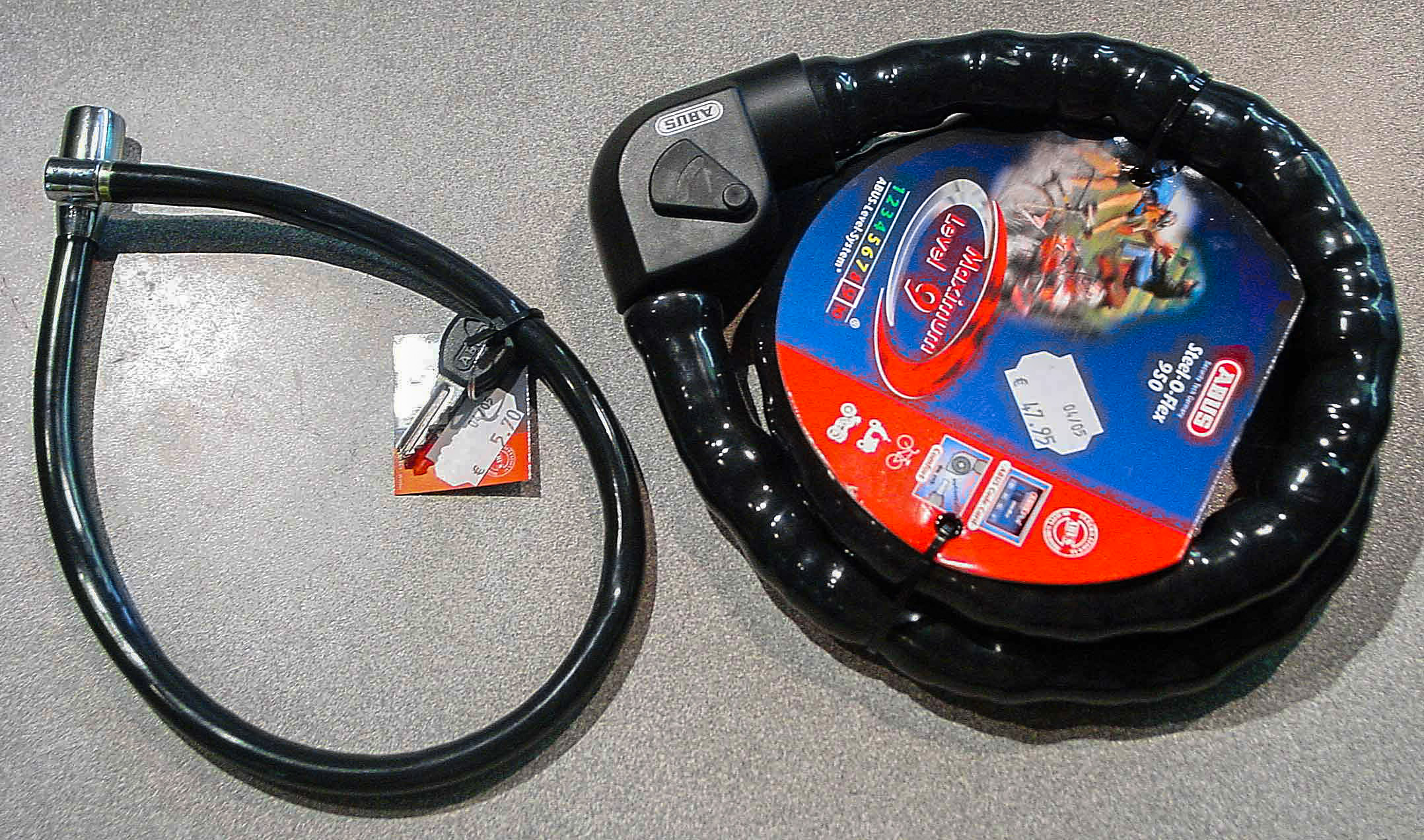
Zámky na kolo

- Zámek – zámek na kolo je obvykle pružný, lepší modely jsou nepřeříznutelné a mají držák.
- Pláštěnka – existuje pláštěnka jak pro cyklistu, ale i pro batoh.
- Zvonek – na řídítkách
- Zpětná zrcátka – na řídítkách, téměř se nepoužívají
- Sedačka pro dítě – na rámu
- Košík – na řídítka nebo na zadní vidlici
- Pomocný motorek

## Nářadí

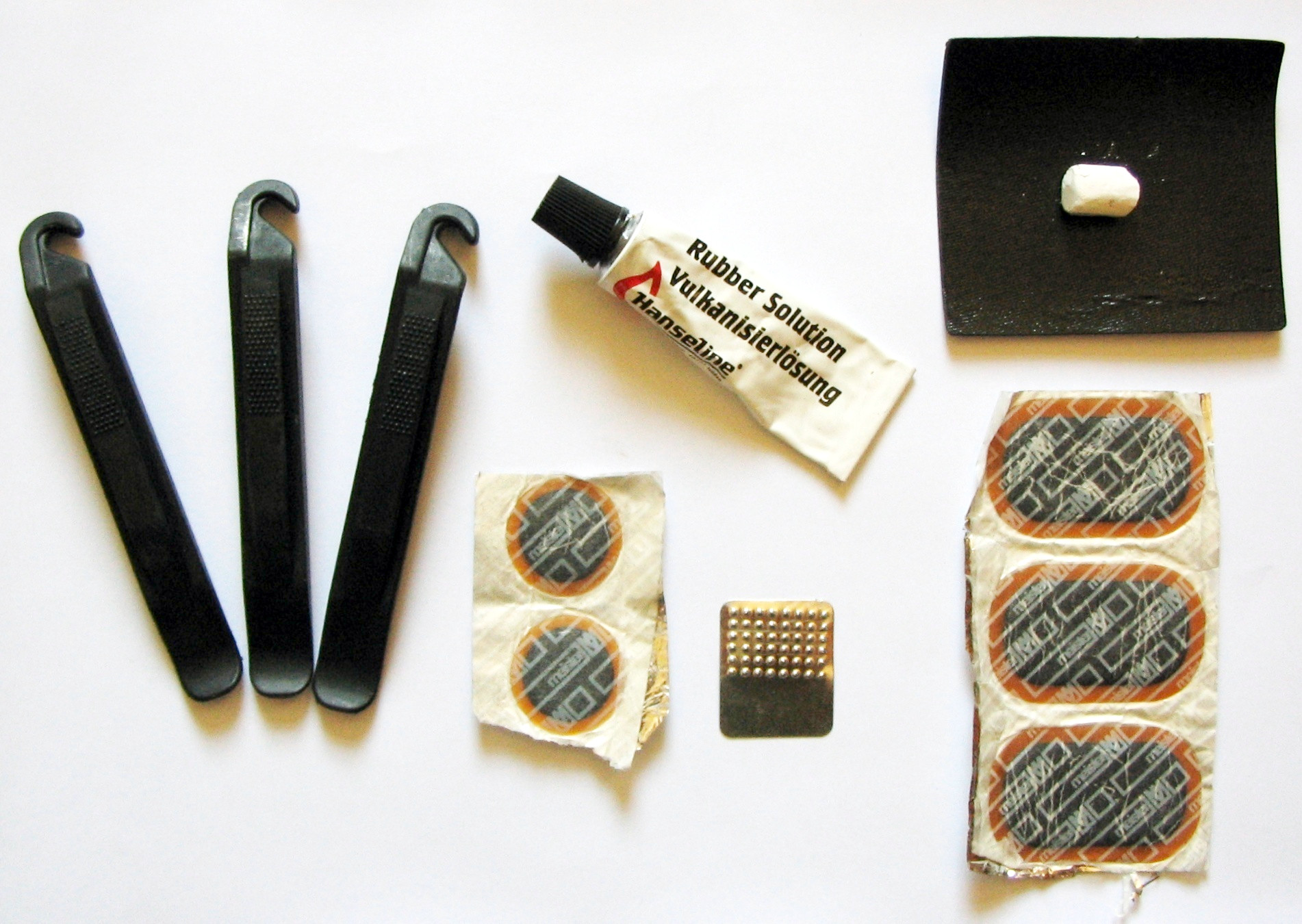
Montpáky a sada na lepení duší

Speciální nářadí ke kolu (samozřejmě se dá použít i jiné).
- Pumpička – neboli hustilka, dělá se speciální pro jízdu na kole, menší než klasická hustilka. Pumpuje se rukou. Bývá uchycená k rámu.
- Olejnička
- Pračka na řetěz
- Montpáka – montpáka (montážní páka) je nástroj k sejmutí a obutí pláště z ráfku, používá se přitom více montpák najednou.
- Multiklíč – sada obsahující imbusové (šestihranné) klíče velikosti 2 až 10 mm, šroubovák plochý a křížový, někdy i nástrčové klíče, centrovací klíče, nýtovač řetězu a montpáky.
- Nýtovač řetězu – používá se k rychlému opravení přetrženého řetězu.
- Lepení – sada, jež se používá k lepení píchlé duše. Obsahuje lepidlo, zdrsňovač a záplaty (někdy i samolepicí).
- Stojan na kolo – slouží k uchycení kola ve vzduchu, což usnadňuje práci s kolem.